# Brandenburgi Katalin
Brandenburgi Katalin (Königsberg, 1602 május 28. – Schöningen, 1644 vagy 1649) Bethlen Gábor második felesége és utódjaként erdélyi fejedelem.
Rövid uralkodását a pártviszályok jellemezték, fejedelmi hatalmát Bethlen Gábor végrendelete és az erdélyi országgyűlések korlátozták.

## Családja és fiatalkora
János Zsigmond brandenburgi választófejedelem (1572–1619) és Anna porosz hercegnő (1576–1625) negyedik gyermekeként született. Egy bátyja volt, a későbbi György Vilmos brandenburgi választófejedelem, valamint két nővére, Anna Zsófia (1598–1629) és Mária Eleonóra (1599–1655), akik Frigyes Ulrich braunschweig-lüneburgi herceghez illetve II. Gusztáv Adolf svéd királyhoz mentek feleségül. Öccse, Joachim Zsigmond (1603–1625) a johannita rend nagymestere lett, további testvérei, Ágnes (1606–1607), János Frigyes (1607–1608) és Albert Keresztély (*/† 1609) gyermekként haltak meg.
Katalin a cöllni várkastélyban nőtt fel, de a családdal gyakran időzött Königsbergben is. 1614-ben szüleivel együtt az ágostai hitvallásról a helvét hitvallásra tért át. 1620-ban anyjával együtt Stockholmba utazott a kevéssel előtte férjhez ment nővére, Mária Eleonóra látogatására. A fiatal hercegnő itt olyan jól érezte magát, hogy több mint két évig maradt. Életmódjával magára vonta bátyja, György Vilmos választófejedelem neheztelését, aki kifizette ugyan Katalin adósságát egy svéd nemessel szemben, de a kereskedőknél felhalmozott tartozását már nem volt hajlandó kiegyenlíteni. 1623-ban szóba jött, hogy I. Mihály orosz cárhoz adják férjhez, de ez nem valósult meg.

## Házassága Bethlen Gáborral
Bethlen Gábor első felesége, Károlyi Zsuzsanna 1622-ben bekövetkezett halála után először II. Ferdinánd 13 éves lánya, Cecília Renáta kezét kérte meg 1623-ban. Célja az volt, hogy a császár támogatásával Törökországtól független, egységes Magyarországot hozzon létre, amelyet Ferdinánd királysága alatt kormányzóként vezetett volna. A tárgyalások 1625-ig húzódtak, amikor Bethlen megelégelte, hogy a kiszemelt ara helyett herceglányokat kínálgatnak neki a rokonságból, ráadásul nagyon kemény feltételekkel. 1625. júniusban Bethlen puhatolózni kezdett a brandenburgi udvarban az iránt, hogy szívesen látnák-e Katalin kérőjeként. A biztató válasz után indította el a hivatalos leánykérő küldöttséget, melyet Rákóczi György borsodi főispán, a későbbi fejedelem vezetett. A házasság elsősorban politikai indíttatású volt: Katalin bátyja, a helvét hitvallású brandenburgi választófejedelem mellett, Bethlen rokonságba került II. Gusztáv Adolf svéd királlyal, V. Frigyes pfalzi választófejedelemmel, de a dán királyi családdal is, a protestáns szövetséget erősítve. Politikai oka volt annak is, hogy Ferdinánd és sógora, III. Zsigmond lengyel király igyekeztek megakadályozni a házasságot, de nem jártak sikerrel. Katalin elsősorban sógornője, Pfalzi Erzsébet Sarolta unszolására egyezett bele abba, hogy igent mondjon a húsz évvel idősebb, számára ismeretlen országbeli fejedelemnek.
1625-ben megkötötték a házassági szerződést is, amelyben Bethlen utódjául jelölte ki jövendőbeli feleségét, jegyajándékul Fogaras és Munkács várát, valamint Tokajt és a hozzátartozó uradalmat adta, illetve bőséges járandóságot biztosított neki. Bethlen és Katalin a saját és az utódaik nevében lemondtak a Brandenburgi Választófejedelemségre vonatkozó minden igényükről, egészen a Hohenzollern-ház teljes kihalásáig. A szerződést Johann von Kospoth és Friedrich von Götze brandenburgi tanácsosok, erdélyi részről Weichard Scultetus, a fejedelem orvosa és Bethlen Péter, a fejedelem unokaöccse írták alá.
1626. január 22-én Berlinben került sor az esketésre, ahol a vőlegényt Rákóczi György képviselte. Ezt követően az ünnepélyes lakodalmat 1626. március 2-án Kassán tartották nagy pompával. A menyasszony 340 lóval és 39 kocsival utazott oda Berlinből, a kísérete 255 főből állt. A vőlegény hatezer lovassal, ezerötszáz hajdúval, ötszáz német muskétással vonult ki eléje. Az esküvőn képviseltette magát a német-római császár és a török szultán, de jelen voltak a svéd, dán, lengyel, spanyol király, a bajor választófejedelem, a havasalföldi és moldvai fejedelmek képviselői is.
Az esküvőt követően az ifjú házasok Erdélybe indultak, és március végére értek Gyulafehérvárra. Eleinte csak tolmács segítségével beszélgethettek egymással, mivel Katalin csak németül és franciául tudott, míg a fejedelem nem volt járatos e nyelvekben. Házasságuk gyermektelen maradt.
1626. június 12-én a gyulafehérvári országgyűlésen az erdélyi rendek Bethlen kívánságára utódául választották Brandenburgi Katalint. Ugyanakkor a választás feltételéül szabták, hogy a hatalmat Bethlen István kormányzónak illetve a fejedelmi tanácsnak alárendelve gyakorolhatja: „semmit ő Felsége az ország közönséges dolgaiban ő nagysága [a kormányzó] és tanácsoknak akaratja és hírek nélkül ne cselekedjék.” Ezen kívül kincstartót kellett rendelnie az ország jövedelmeinek kezelésére úgy, hogy a kincstartót a kormányzó és a tanács látták el utasításokkal. A tanácsba külföldieket nem nevezhetett ki. Az utódlást a török porta is megerősítette egy 1627. március 8-án keltezett athnáméban.
Katalin élénkséget vitt a gyulafehérvári fejedelmi udvarba: táncmulatságokat, álarcosbálokat, kirándulásokat, vadászatokat szervezett, és meghonosította a balettet. Kemény János önéletírása szerint „alkalmatlanúl való familiáritási” viszonyba keveredett egy Zierotin nevű morva nemessel, aki a fejedelemné főlovászmestere volt. Miután a svéd követ felhívta az ügyre a fejedelem figyelmét, a főlovászmestert rögtön eltávolították az udvartól.

## Fejedelemsége
Bethlen Gábor a házasságkötés után három évvel, 1629. november 15-én meghalt, s Brandenburgi Katalin elfoglalhatta a fejedelmi trónt. Még aznap értesítette II. Ferdinánd császárt a hét felső-tiszai vármegye visszaszolgáltatásáról, illetve fejedelemségének megerősítését kérte a török portától. Hatalma azonban nem volt szilárd: a rendek csak a Bethlen Gábor iránti tiszteletből fogadták el fejedelmüknek. Katalinnak nem volt önálló politikai elgondolása, egyedüli törekvése az volt, hogy a kormányzó gyámsága alól szabaduljon.
Az ország két pártra szakadt: az egyik oldalon állt a fejedelemasszony, illetve kegyence, Csáky István, valamint Kovacsóczy István tordai főispán, Kornis Zsigmond bihari és zarándi főispán, Haller István és Cserényi Farkas tanácsosok, Szunyog Gáspár kővári várkapitány, Liszti Ferenc szamosújvári várkapitány, illetve az erdélyi katolikusok, akik arra törekedtek, hogy Katalint felszabadítsák Bethlen István kormányzó gyámsága alól, illetve az osztrák befolyást növeljék. Az ellenoldalt Bethlen István vezette, hívei Zólyomi Dávid váradi és háromszéki főkapitány, ifjabb Bethlen István, a hajdúk vezére, Nagy Pál és Macskási Ferenc udvari kapitányok és Mikó Ferenc kincstárnok, csíki főkapitány, Kemény Boldizsár fogarasi főkapitány, Balassi Ferenc udvarhelyszéki főkapitány voltak, mellettük álltak az erdélyi protestánsok. A viszály csírája még Bethlen Gábor életében létezett, de ő féken tudta tartani a pártoskodókat.
A Csáky-párt Kővár vidékén katonai akciót készített elő, hogy a Bethlen Gábor temetése utáni országgyűlésen nyomást gyakorolhassanak az ellenpártra, azonban Bethlen István ezt az akciót meghiúsította. Az 1630. január-februári országgyűlés tovább korlátozta a fejedelmi hatalmat: tisztséget vagy birtokot csak a kormányzó és a fejedelmi tanács jóváhagyásával adományozhatott (III. tc.), a jószágokat illető ügyekben egyedül nem dönthetett (IV. tc.), magánjövedelmeit is a kormányzó és fejedelmi tanács által kinevezett és felügyelt kincstárnok kezelte (IX. tc.). Az 1630. júniusban megtartott medgyesi országgyűlés további korlátozásokat vezetett be: Csáky csak a fejedelmi tanács jóváhagyásával jöhetett az országba, és a fejedelemasszonyhoz írt leveleit pedig először Bethlen Istvánnak kellett elolvasnia. A nép gúnydalokat költött a fejedelemasszonyról és szeretőjéről; ezek egyike Georg Krauss segesvári krónikájában maradt fenn.
A medgyesi országgyűlés után a fejedelemasszony és a kormányzó között nyílt ellenségeskedésig fajult a viszony; mindkét fél attól tartott, hogy a másik az életére tör. Amikor 1630 augusztusában Csáky István Katalin által finanszírozott csapatai készen álltak arra, hogy Erdélybe betörjenek, Bethlen István Rákóczi Györgytől kért segítséget, és felkínálta neki a fejedelemséget. Mire azonban Rákóczi a hajdúk élén Erdélybe indult volna, Katalint 1630. szeptember 28-án lemondatták, s Bethlen István lett a fejedelem.

## Utolsó évei
Katalin lemondása után Fogaras várába vonult vissza. 1631 közepén Tokajra, később Hainburgba költözött. 1632-33 körül áttért a római katolikus vallásra. 1639-ben feleségül ment Ferenc Károly szász-lauenburgi herceghez (1591–1660), akivel a bécsi udvarban ismerkedett meg. Második házassága után az evangélikus vallásra tért át. A házasságkötés utáni évben férjével együtt visszatért Pomerániába.

## Személyisége
Alacsony és gyenge testalkatú, de jó alakú és kiemelkedő szépségű nő volt. A fejedelem öltöztetője és táncmestere, Don Diego de Estrada vonzó, kedves, törékeny, életvidám és érzékeny asszonynak írta le. Katalinnak a bátyjával folytatott sűrű levelezéséből egy nem túl okos, becsvágyó, de politikai szempontból észszerűtlenül viselkedő, könnyelmű asszony képe rajzolódik ki. Feltehetőleg az idegen környezetben megtalálta a számítását, a levelekben nem esik szó honvágyról.
Bethlen valószínűleg maga is felismerte, hogy felesége pazarló, befolyásolható, megbízhatatlan, államügyekben pedig tapasztalatlan, ezért rendelt korlátokat majdani özvegye fejedelmi hatalmának. Végrendeletében is így rendelkezett: „Az fejedelem asszony ifju ember és idegen nemzet lévén, kivántatik az oktatás néki. Ő kegyelme semmi alkalmatosságot el nem mulasszon, hanem ha miben (és mikor) kivántatik, intse, minden deliberátióit a tanácsnak eleiben bévigye és referálja […] ha proventussit a fejedelem asszony illetlenül és helytelen helyekre kezdi profuse osztani, költeni, arról mint és micsodás rátiokkal kellessék meginteni, ő kegyelme magamtól effélét eleget hallott.”